# Anapoma pallidior
Anapoma pallidior är en fjärilsart som beskrevs av Max Wilhelm Karl Draudt 1950. Anapoma pallidior ingår i släktet Anapoma och familjen nattflyn. Inga underarter finns listade i Catalogue of Life.